# Il mondo della luna (Goldoni)
Il mondo della luna ist ein Libretto zu einer Opera buffa (Originalbezeichnung: „Dramma giocoso“) in drei Akten von Carlo Goldoni. Erstmals aufgeführt wurde das Werk in der Vertonung von Baldassare Galuppi am 29. Januar 1750 im Teatro San Moisè in Venedig. Es wurde in den folgenden Jahren ungefähr 10 Mal vertont.

## Handlung

### Erster Akt
Sternenbedeckte Nacht, Vollmond; eine Terrasse oberhalb von Eccliticos Haus; in der Mitte ein Turm; ein großes Fernrohr
Szene 1. Der angebliche Astrologe Ecclitico will seinen vier Schülern durch das Fernrohr die Annäherung des Mondes an die Sonne zeigen (Chor: „O luna lucente“ – Chor: „Prendiamo, fratelli“). Während die Schüler das Fernrohr auf den Turm bringen, freut sich Ecclitico über seine lukrative Betrugsmasche. Sein nächstes Opfer soll der soeben eintreffende Buonafede werden.
Szene 2. Ecclitico macht Buonafede weis, dass der Mond bewohnt sei und man durch das Fernrohr die Menschen dort beobachten könne. Buonafede betritt neugierig das Observatorium.
Szene 3. Das vermeintliche Teleskop ist in Wirklichkeit eine Apparatur Eccliticos. Sie zeigt lediglich manipulierte Bilder, die seine beiden Diener Claudio und Pasquino mit kleinen Figuren erzeugen. Buonafede berichtet begeistert von seinen Beobachtungen: einem Mädchen, das einen alten Mann liebkost, einem Ehemann, der seine Frau verprügelt, und einem Liebhaber, der seine Geliebte an der Nase herumführt – alles sei viel besser als auf der Erde (Cavatinen „Ho veduto una ragazza“, „Ho veduto un buon marito“ und „Ho veduto dall‘amante“). Aus Dankbarkeit gibt er Ecclitico eine Geldbörse, verspricht, am nächsten Tag wiederzukommen und geht zufrieden ab (Arie: „La ragazza col vecchione“).
Szene 4. Eccliticos eigentliches Ziel ist nicht das Geld, sondern Buonafedes eifersüchtig bewachte Tochter Clarice, deren Hand ihm bisher verweigert wurde. Sein Freund Ernesto liebt dessen zweite Tochter Flaminia und sein Diener Cecco dessen Zofe Lisetta. Die beiden unterstützen Ecclitico auch finanziell bei dem Plan, die Mädchen dem Vater zu entreißen. Ecclitico hat sich dazu der Hilfe eines Mechanikers versichert (Arie Ecclitico: „Un poco di denaro“).
Szene 5. Ernesto hofft auf einen baldigen guten Ausgang der Aktion (Arie Ernesto: „Begli occhi vezzosi“).
Szene 6. Cecco lacht über die leichtgläubigen Menschen (Arie Cecco: „Mi fanno ridere“).
Zimmer im Haus Buonafedes mit einer offenen Loggia, einem kleinen Tisch, Lichtern und Stühlen
Szene 7. Die Schwestern Clarice und Flaminia sehnen sich danach, das Vaterhaus zu verlassen und zu heiraten. Clarice liebt Ecclitico vor allem wegen seines zeitaufwendigen Hobbys, das ihr Zeit lassen würde, eigenen Interessen nachzugehen. Die beiden wollen notfalls auch ohne Einverständnis ihres Vaters heiraten. Die Liebe hat nun einmal größere Macht als die Vernunft (Arie Flaminia: „Ragion nell’alma siede“).
Szene 8. Buonafede wirft Clarice vor, ohne seine Erlaubnis ihr Zimmer verlassen zu haben und droht mit einer Strafe. Sie will sich auf keinen Fall einschüchtern lassen. Wenn ihr Vater ihr keinen Mann verschafft, sucht sie sich selbst einen nach ihrem eigenen Geschmack (Arie Clarice: „Son fanciulla da marito“).
Szene 9. Buonafede versucht, die Gunst seiner Zofe Lisetta zu erlangen, indem er ihr verspricht, sie ebenfalls durch Eccliticos Fernrohr blicken zu lassen. Die gerissene Lisetta ist allerdings nur hinter seinem Geld her (Arie Lisetta: „Una donna come me“).
Szene 10. Ecclitico verabschiedet sich von Buonafede mit der Behauptung, der Kaiser des Mondes habe ihn eingeladen, Mondbürger zu werden. Auf dem Mond lebe ein Astronom wie er selbst, der ihm durch die Fernrohre einen Trank geschickt habe, der ihn so leicht mache, dass er dorthin fliegen könne. Er gibt Buonafede auf dessen Drängen von diesem Wundermittel, bei dem es sich in Wirklichkeit um einen Schlaftrunk handelt. Die Wirkung tritt sofort ein. Während Buonafede einschläft, suggeriert ihm Ecclitico den Flug zum Mond (Finale I: „Vado, vado; volo, volo“). Clarice und Lisetta erschrecken, als sie ihren Vater in diesem Zustand vorfinden. Sie eilen fort, um Riechsalz zu holen. Unterdessen lässt Ecclitico den Schlafenden von seinen Dienern in seinen Garten bringen. Nach deren Rückkehr zeigt er den Mädchen ein fingiertes Testament Buonafedes, das sie schnell beruhigt, da es ihnen eine großzügige Mitgift verheißt.
Im folgenden Ballett ist die Mondwelt in einer transparenten Kugel dargestellt. Der Astrologe und der Leichtgläubige führen Beobachtungen durch, während einige Frauen über sie lachen. Die Kugel öffnet sich, und die Mondbewohner, die Buonafede zuvor gesehen hatte, treten heraus. Alle tanzen zusammen.

### Zweiter Akt
Wunderschöner Garten im Haus Eccliticos, der als Welt auf dem Mond umgestaltet wurde; darin einige seltsame astronomische Geräte, die Buonafede täuschen sollen
Szene 1. Buonafede schläft auf einem Bett aus Blumen. Der sonderbar gekleidete Ecclitico erklärt Ernesto seinen Plan, in den auch die beiden Schwestern eingeweiht sind. Nur Lisetta ist nicht einbezogen. Sie soll ebenfalls glauben, sich auf dem Mond zu befinden. Wenn alles klappt, wird es am Ende eine dreifache Hochzeit geben.
Szene 2. Während sich Ernesto zurückzieht, um seine eigene Rolle vorzubereiten, weckt Ecclitico Buonafede mit Riechsalz und zeigt ihm die wunderbare Welt auf dem Mond. Blumen blühen, Nachtigallen singen, und ein Windhauch erzeugt „süße Harmonien“ (Ballett).
Szene 3. Nach einem Tanz von Nymphen (Ballett) erscheinen vier Kavaliere mit Gefolge und überreichen die Buonafede die Kleidung, in der er vor den Kaiser treten soll (Chor: „Uomo felice“). Ecclitico bittet ihn, einen Moment zu warten, während er ihn ankündigt. Er verspricht, dass auch seine Töchter und die Zofe kommen werden. Damen hätten hier besondere Rechte, da ihre Gedanken vom Mond beeinflusst werden (Arie Ecclitico: „Voi lo sapete“).
Szene 4. Buonafede glaubt Ecclitico jedes Wort.
Szene 5. Im Hintergrund ziehen vier seltsam gekleidete Männer einen Triumphwagen, auf dem der als Kaiser verkleidete Cecco sitzt, zu seinen Füßen der als Held gekleidete Ernesto mit einem Stern an der Stirn. Buonafede schaut bewundernd zu. Der Wagen nähert sich zu den Klängen eines Marsches und hält in der Mitte der Bühne an. Ecclitico hilft Cecco mit unterwürfigen Gesten beim Ausstieg. Obwohl Buonafede die Ähnlichkeit des Helden mit Ernesto auffällt, lässt er sich schnell überzeugen, dass es sich um einen Doppelgänger mit Namen Espero (Hesperos, „Morgenstern“) handle. Er bittet darum, auch die drei Frauen kommen zu lassen. Cecco verspricht ihm dies unter der Bedingung, dass die Zofe ihm selbst dienen solle. Er habe sie bereits durch ein Gerät auf der Erde gesehen. Überhaupt mache es den Menschen auf dem Mond viel Spaß, die Narreteien der Erdmenschen zu beobachten (Arie Cecco: „Un avaro suda e pena“). Er steigt auf seinen Wagen und fährt mit seinem Gefolge davon.
Szene 6. Ernesto fragt Buonafede nach seinen beiden Töchtern und erzählt ihm, wie man auf dem Mond mit den Frauen umgeht (Arie Ernesto: „Qualche volta non fa male“).
Szene 7. Buonafede besichtigt die wunderbare Welt des Mondes. Ein Echo antwortet ihm auf seine Fragen (Arie Buonafede: „Che mondo amabile“).
Szene 8 [7]. Zwei Männer bringen Lisetta, deren Augen verbunden sind, herbei. Ecclitico löst ihr die Binde und erklärt ihr, dass sie auf den Mond gebracht wurde, um den dortigen Kaiser zu heiraten. Sie glaubt ihm nicht.
Szene 9. Buonafede begrüßt seine Zofe, versichert ihr, dass sie tatsächlich auf dem Mond sind, und liebkost sie (Duett Lisetta/Buonafede: „Non aver di me sospetto“).
Szene 10. Cecco stellt sich Lisetta als Mondkaiser vor, lässt einen Thron für zwei Personen herbeischaffen und fordert sie auf, als Kaiserin darauf Platz zu nehmen. Obwohl Buonafede dies nicht gefällt, kann er dies nicht verhindern. Cecco führt Lisetta zum Thron (Accompagnato-Rezitativ und Arie Lisetta/Cecco: „Lei è mio“ – „Se lo comanda“) und versichert Buonafede, dass auch seine beiden Töchter bald eintreffen werden.
Szene 11. Beim folgenden Ballett erscheinen Flaminia und Clarice in einer Maschine. Buonafede hilft ihnen beim Ausstieg. Cecco und Lisetta bleiben auf dem Thron sitzen. Auch Ernesto und Ecclitico treffen ein. Nach der Begrüßung bittet Cecco Ernesto, Flaminia in ihre Gemächer zu führen und in die hiesigen Gebräuche einzuweisen (Arie Flaminia: „Se la mia stella“).
Szene 12. Cecco ernennt Ecclitico zum Zeremonienmeister Clarices, und auch diese beiden gehen zufrieden ab (Arie Clarice: „Quanta gente che sospira“).
Szene 13. Cecco lässt die Vorbereitungen für seine Hochzeit mit Lisetta beginnen.
Szene 14. Ecclitico verkündet, dass alles bereit ist. Ernesto und zwei Pagen bringen zwei Tabletts mit Zepter und Krone (Finale II: „Mia principessa“), und Cecco krönt Lisetta eigenhändig. Ecclitico und Buonafede gratulieren ihr, und sie dankt es beiden mit einer Umarmung. Alle lieben einander (Tutti: „Senza malizia“).
Das folgende Ballett stellt die Krönung der Diana mit Endymion dar. Nymphen und Schäfer der Mondwelt unterhalten ihre Königin mit Tänzen.

### Dritter Akt
Raum in Eccliticos Haus mit drei Stühlen
Szene 1. Lisetta hält sich noch immer für die Kaiserin und kommandiert die Diener des Hauses herum.
Szene 2. Clarice und Flaminia machen sich über Lisetta lustig, während sie sie übertrieben unterwürfig ansprechen. Sie raten ihr, sich zusätzlich zu ihrem Ehemann noch einige Liebhaber zu nehmen, wie es auf dem Mond Brauch sei. Ihr Mann werde das akzeptieren und ihr bei der Suche nach einem Galan helfen (Arie Clarice: „Un parigin che serva“).
Szene 3. Nachdem Clarice das Zimmer verlassen hat, teilt Flaminia der Dienerin mit, dass sie sich lächerlich gemacht habe und das Mondreich lediglich ein Schwindel sei.(Arie Flaminia: „Se la mia stella“).
Szene 4. Lisetta glaubt weiterhin an die Illusion. Sie hält Flaminia lediglich für neidisch (Arie Lisetta: „Quando si trovano“).
Saal in Eccliticos Haus; im Hintergrund ein kleiner illuminierter Tempel mit einer Diana-Statue und einem Thron an einer Seite
Szene 5. Der noch immer als Mondkaiser kostümierte Cecco teilt Buonafede mit, dass seine Töchter baldigst heiraten müssen, wenn sie auf dem Mond bleiben wollen. Buonafede überlässt dem vermeintlichen Kaiser die Entscheidung.
Szene 6. Cecco vereint Ernesto/Espero mit Flaminia (Duett Ernesto/Flaminia: „Cara ti stringo al seno“) und Ecclitico mit Clarice (Duett Ecclitico/Clarice: „Sposina mia cara“). Die Paare sind überglücklich, und auch Buonafede freut sich mit ihnen. Er selbst vermählt seine Töchter mit ihren Auserwählten (Arie Buonafede: „Qua la mano“). Cecco erklärt, dass der Mond jetzt nicht mehr benötigt werde und sie in ihre Welt zurückkehren können (Finale III: „Questo è quelle che succede“).

## Werkgeschichte
Carlo Goldoni schrieb dieses Libretto im Jahr 1750 für eine Oper von Baldassare Galuppi. Der Text ist von Cyrano de Bergeracs Voyage dans la lune (1650) und Anne Mauduit de Fatouvilles Komödie Arlequin empereur dans la lune (Paris 1684) inspiriert. Letztere wiederum basiert auf einer Commedia-dell’arte-Vorlage.:267
Bei der Uraufführung am 29. Januar 1750 im Teatro San Moisè in Venedig sangen Alessandro Renda (Ecclitico), Francesco Baglioni (Buonafede), Dionisia Lepri (Flaminia), Costanza Rossignoli (Lisetta), Serafina Penni (Clarice), Francesco Carattoli (Cecco) und Berenice Penna (Ernesto). Das Bühnenbild stammte von Girolamo Mauro. Die Choreografie der beiden in die Opernhandlung einbezogenen Ballette stammte von Domenico Minelli. Für das zweite (L’incoronazione di Diana sposata a Endiome) wurde ein separates Textbuch veröffentlicht.

## Vertonungen
Folgende Komponisten vertonten dieses Libretto:
| Komponist                                          | Uraufführung                                               | Aufführungsort      | Anmerkungen |  |
| -------------------------------------------------- | ---------------------------------------------------------- | ------------------- | --- |  |
| Baldassare Galuppi → Il mondo della luna (Galuppi) | 29. Januar 1750, Teatro San Moisè                          | Venedig             | Il mondo della luna, „dramma giocoso per musica“; Weitere Produktionen 1750 (Venedig, Vicenza), 1751 (Parma, Venedig, Florenz, Mailand, Barcelona), 1752 (Vercelli), 1753 (Treviso, Braunschweig, Brüssel, Amsterdam, Haarlem, Venedig), 1754 (Civitavecchia, Rom, Dresden), 1755 (Padua, Amsterdam, Hamburg, Genua, Prag, Bologna), 1756 (Perugia, Modena, Bologna), 1758 (Sankt Petersburg, Moskau), 1760 (Braunschweig, London, Turin) und 1761 (London, Brünn) |  |
| Florian Leopold Gassmann                           | 1761                                                       | Pressburg           | |  |
| Pedro Avondano                                     | Karneval 1765, Real Teatro                                 | Salvaterra de Magos | Il mondo della luna, „dramma giocoso per musica“; im selben Jahr auch im Teatre de la Santa Creu in Barcelona |  |
| Niccolò Piccinni                                   | Karneval 1765, Teatro Valle                                | Rom                 | Il finto astrologo, „intermezzi per musica“; Polzonetti zufolge bereits 1762 in Neapel. |  |
| Giovanni Paisiello                                 | Sommer 1768, Teatro Nuovo sopra Toledo                     | Neapel              | La luna abitata, „commedia per musica“ in drei Akten, Text von Giovanni Battista Lorenzi mit neapolitanischen Charakteren |  |
| Giovanni Paisiello                                 | Herbst 1774, Teatro Nuovo                                  | Neapel              | Il credulo deluso, „commedia per musica“ in drei Akten; auch im Frühling 1776 in Foggia, Karneval 1777 in Fermo und 1782 in Camerino |  |
| Gennaro Astarita                                   | Karneval 1775, Teatro San Moisè                            | Venedig             | Il mondo della luna, „dramma giocoso per musica“ in drei Akten |  |
| Joseph Haydn → Il mondo della luna (Haydn)         | 3. August (?) 1777, Opernhaus von Schloss Eszterháza       | Schloss Eszterháza  | Il mondo della luna, „dramma giocoso“ in drei Akten |  |
| Giovanni Paisiello                                 | 24. Septemberjul. / 5. Oktober 1783greg., Bolschoi-Theater | Sankt Petersburg    | Il mondo della luna, „festa giocosa teatrale“ in einem Akt zur Eröffnung des Theaters |  |
| Giovanni Paisiello                                 | 8. Dezember 1784, Teatro del Fondo                         | Neapel              | Il mondo della luna, „commedia per musica“ in zwei Akten; gekürzte Fassung von Il credulo deluso; Text bearbeitet von Marco Coltellini; auch 1786 in Wien, 1788 als „komisches Singspiel“ Die Welt im Monde in Bozen, 1789 in Prag und 1792 erneut in Neapel |  |
| Michele Neri Bondi                                 | 26. Dezember 1790, Teatro Santa Maria                      | Florenz             | Il mondo della luna, „farsetta con prosa e musica“ oder Il finto astronomo, „farsa alla francese in prosa e in musica“ in zwei Akten; Libretto bearbeitet von Domenico Somigli |  |
| Marcos António Portugal                            | 1791, Teatro do Salitre                                    | Lissabon            | O lunático iludido, „drama“ in drei Akten |  |

## Aufnahmen
- Baldassare Galuppi
  - Siehe → Il mondo della luna (Galuppi)#Aufnahmen
- Joseph Haydn
  - Siehe → Il mondo della luna (Haydn)#Aufnahmen
- Giovanni Paisiello: Il mondo della luna
  - 4. und 6. August 1993 – Fabio Neri (Dirigent), Orchestra dei Giovani del Conservatorio „Claudio Monteverdi“ di Bolzano, Coro dell’Associazione Musica e Canto Corale.
 Daniele Gaspari (Ecclitico), Enzo Dara (Buonafede), Carla di Censo (Flaminia), Gemma Bertagnolli (Clarice), Riccardo Ristori (Cecco), Mattia Nicolini (Ernesto).
 Live aus der Casa della Cultura di Bolzano.
 Bongiovanni GB 2173/74-2.[16]

## Digitalisate
1. ↑  Baldassare Galuppi: Il mondo della luna: Noten und Audiodateien im International Music Score Library Project.
2. ↑  Baldassare Galuppi: Libretto (italienisch), Venedig 1750. Digitalisat der Library of Congress.
3. ↑  Baldassare Galuppi: Libretto (italienisch/deutsch), Braunschweig 1760. Digitalisat der Wolfenbütteler Digitalen Bibliothek.
4. ↑  Pedro Avondano: Il mondo della luna. Libretto (italienisch), Lissabon 1765. Digitalisat der Library of Congress.
5. ↑  Niccolò Piccinni: Il finto astrologo. Libretto (italienisch), Rom 1765. Digitalisat im Museo internazionale e biblioteca della musica di Bologna.
6. ↑  Giovanni Paisiello: La luna abitata, R.1.17: Noten und Audiodateien im International Music Score Library Project.
7. ↑  Giovanni Paisiello: Il credulo deluso. Libretto (italienisch), Neapel 1774. Digitalisat im Corago-Informationssystem der Universität Bologna.
8. ↑  Giovanni Paisiello: Il credulo deluso, R.1.42: Noten und Audiodateien im International Music Score Library Project.
9. ↑  Gennaro Astarita: Il mondo della luna. Libretto (italienisch), Venedig 1775. Digitalisat der Library of Congress.
10. ↑  Joseph Haydn: Il mondo della luna, Hob.XXVIII:7: Noten und Audiodateien im International Music Score Library Project.
11. ↑  Giovanni Paisiello: Il mondo della luna. Libretto (italienisch), Neapel 1784. Digitalisat bei Google Books.